# Pseudopoecilia festae
Pseudopoecilia festae är en fiskart som först beskrevs av Boulenger, 1898.  Pseudopoecilia festae ingår i släktet Pseudopoecilia och familjen Poeciliidae. Inga underarter finns listade i Catalogue of Life.